# 大野芳
大野 芳（おおの かおる、1941年8月10日 - 2022年5月5日）は、日本のノンフィクション作家。かっぱ村村長。
愛知県生まれ。明治大学法学部卒業後、雑誌記者を経て、ノンフィクション作家となる。1975年、岩手県遠野市でかっぱ伝承に触れ、中河与一を村長としてかっぱ村を設立した。中河の没後は2代目村長となった。

## 著書
- 『0への回帰』（金剛出版、1971年）
- 『神風特別攻撃隊「ゼロ号」の男 追跡ドキュメント消された戦史 「最初の特攻」が“正史"から抹殺された謎を追う』（サンケイ出版、1980年）
  - 『神風特攻隊「ゼロ号」の男 戦史から抹殺された“最初の特攻"』（1985年/光人社NF文庫、1995年）
- 『ママぼくをまた生んでね 小児がんの記録』（潮出版社、1981年/潮文庫、1984年）
- 『がん宣告・ぼく死にたない!』（時事通信社、1981年）
- 『北針』（潮出版社、1982年/潮文庫、1985年）
- 『さいごのVサイン 小児ガン宣告』（ポプラ社、1983年）
- 『オリンポスの使徒 「バロン西」伝説はなぜ生れたか』（文藝春秋社、1984年）
- 『羅府に斃る 亜米利加を愛した男の物語』（潮出版社、1984年）
- 『1984年の特攻機』（朝日新聞社、1984年）
- 『絶望からの生還 がんに克った120人の記録』（講談社、1985年）
- 『奇蹟のがん療法 あきらめる前に読んでほしい,注目の「佐藤療法」初の徹底紹介!』（角川書店、1985年）
- 『ふぞろいの夏 帝国女子医専学徒たちの銃後』（光人社、1986年）
- 『夕日の楽園ビッグ・サー カリフォルニアの老いのすみか』（筑摩書房、1987年）
- 『セカンド・ベスト 新しい老後の設計』（朝日新聞社、1987年）
- 『もう投げられへんって、ベェーや がん宣告と闘った野球少年の250日』（講談社文庫、1987年）
- 『ハンガリア舞曲をもう一度』（講談社、1989年）
- 『がん生還者の記録』（講談社文庫、1989年）
- 『コロンブス』（第三文明社、1989年）
- 『葬送曲』（講談社、1991年）
- 『宮中某重大事件』（講談社、1993年）のち学研Ｍ文庫
- 『戦艦大和転針ス』（新潮社、1993年）
- 『白狐 岡倉天心・愛の彷徨』（講談社、1994年）
- 『山本五十六自決セリ』（新潮社、1996年）
- 『遺書になった手紙 バスクから神戸の貴女へ』（光人社、1997年）
- 『絶海密室』（新潮社、1998年）
- 『瀕死の白鳥 亡命者エリアナ・パブロバの生涯』（新潮社、1999年）
- 『河童よ、きみは誰なのだ かっぱ村村長のフィールドノート』（中公新書、2000年）
- 『革命 長編ノンフィクション・ノベル』（祥伝社、2001年）
- 『伊藤博文暗殺事件 闇に葬られた真犯人』（新潮社、2003年）
- 『近衛秀麿 日本のオーケストラをつくった男』（講談社、2006年）
- 『教育改革 努力は実る』（講談社、2006年）
- 『ニッポン神社紀行 いま神さまがおもしろい』（講談社、2007年）
- 『死にざまに見る昭和史 八人の凛然たる〈最期〉』（平凡社新書、2010年）
- 『努力は実る!驚異の北予備メソッド』（講談社、2011年）
- 『8月17日、ソ連軍上陸す 最果ての要衝・占守島攻防記』（新潮社、2008年/新潮文庫、2010年）
- 『特務艦「宗谷」の昭和史』（新潮社、2009年）のち文庫
- 『天皇の暗号』(明治維新140年の玉手箱)、学習研究社、2011年
- 『無念なり 近衛文麿の闘い』平凡社、2014年

## 訳書
- マヌエル・F・セグーラ『タブナン もう一つの太平洋戦争 米比ゲリラ軍vs日本軍の死闘』（光人社、1988年）